# 後の三房
後の三房（のちのさんぼう）は、鎌倉時代末期より南北朝時代にかけて、後宇多天皇や後醍醐天皇の側近として仕えた、北畠親房・万里小路宣房・吉田定房の3人を指す。

北畠親房
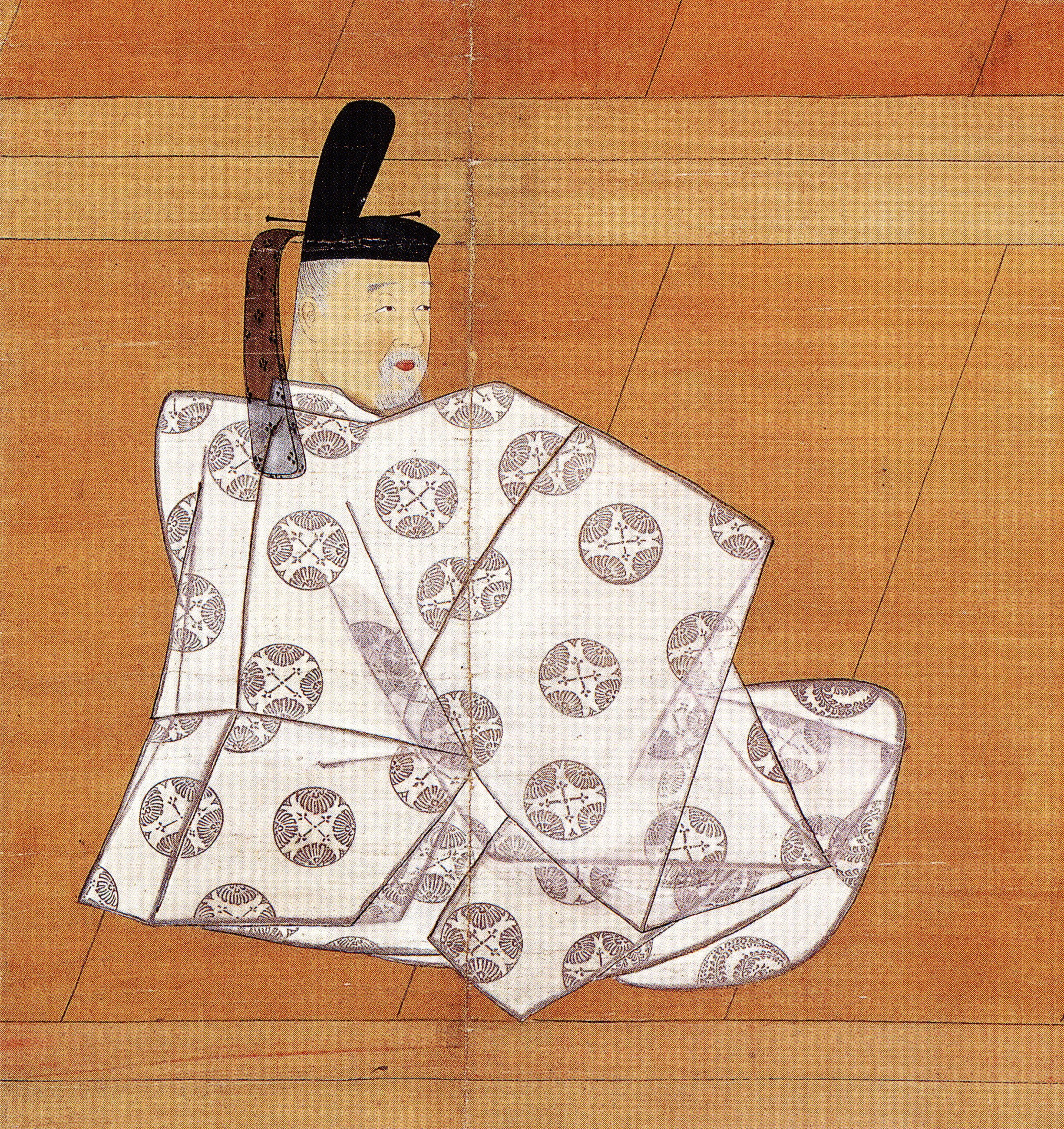
万里小路宣房
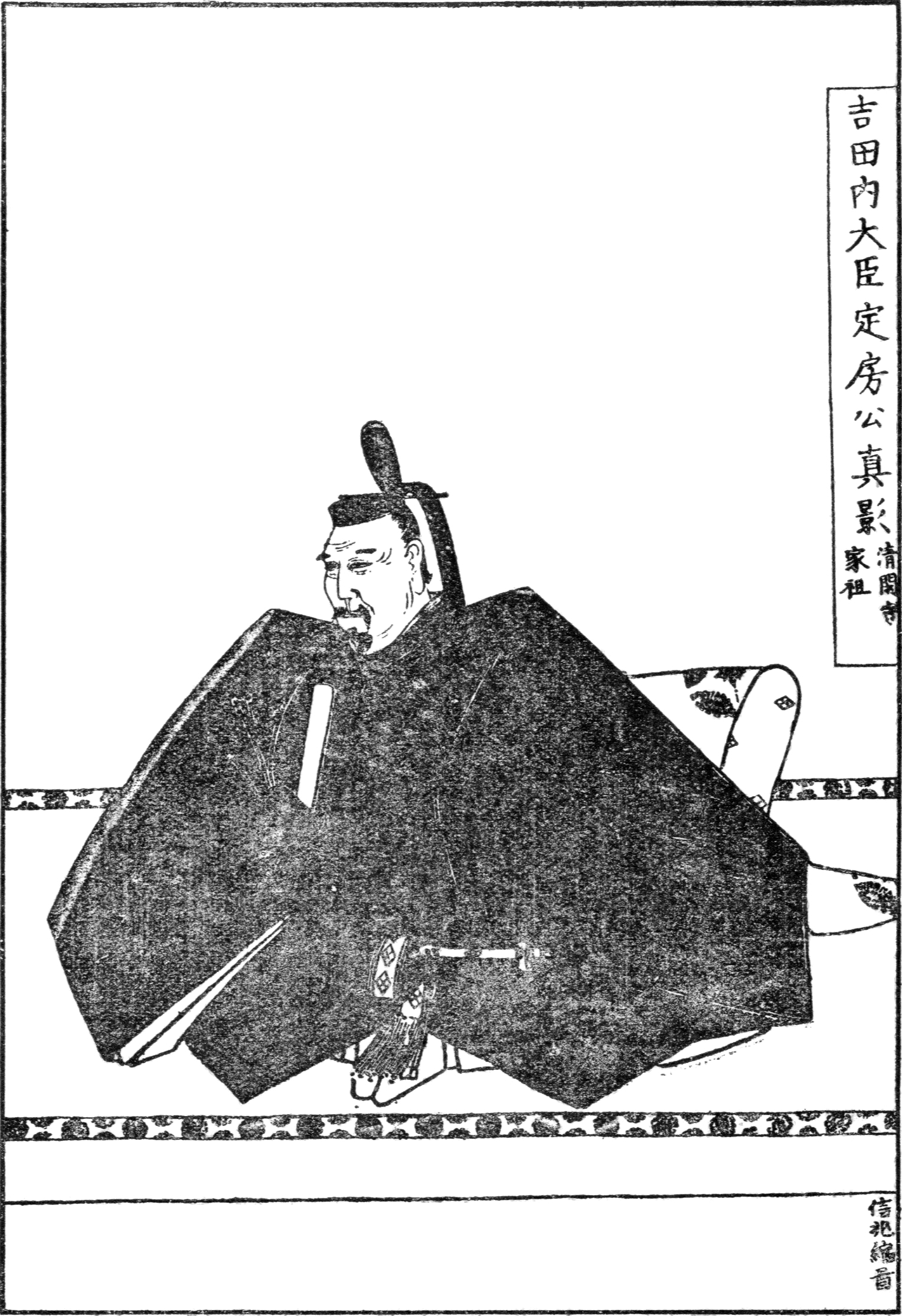
吉田定房

## 概要
平安時代の白河天皇に仕えた、名前に「房」の字が付く3人の賢臣（藤原伊房・大江匡房・藤原為房）が、「（前の）三房」と称されたことにちなんで命名された。史料上の初出は、『臥雲日件録』文正元年（1466年）7月12日条であり、ここに「本朝博物之士」として前後三房の名が挙げられている。
この3人は元々後醍醐のために集っていたわけではなく、後宇多上皇に仕えており、後宇多が重きを置いていた訴訟関係に於いて重用された。
後醍醐最大の賢臣にして忠臣として、「後の三房」はたびたび主君に諫言を行った。後醍醐は、中国の名君である唐太宗の信奉者だった。たとえば、嘉元3年（1305年）3月6日には、父の後宇多上皇の御所で、後宇多・兄の後二条と一緒に、唐太宗の勅で編纂された『群書治要』を学んだりしている（『園太暦』康永3年（1344年）10月23日条）。唐太宗が、自身に的確な諫言を行う部下を好んで登用し、政治議論を行ったことは『貞観政要』などで名高い。
「後の三房」と称された賢臣3人は、それぞれが独自に高度な学問的知識と政治思想の持ち主であり、常に後醍醐のやり方に同意していた訳ではなかった。たとえば、親房が『神皇正統記』で建武の新政の人材政策（足利尊氏ら武士の寵遇）に対し痛烈な批判をしていることや、定房が武力討幕に反対して元弘の乱における天皇の挙兵計画を鎌倉幕府に密告した張本人であることはよく知られている。宣房は建武の乱中に出家した後の行動が不明である。しかし、諫言を快く許し耳を傾ける後醍醐に三房は忠誠を誓い、親房と定房は最終的に南朝の一員としてその生涯を終えている。また、親房は恩賞としての官位や地方分権構想など、後醍醐天皇が発明した政策を最大限に有効利用して南朝を支えている。